# Frédéric Triebel
Pour les articles homonymes, voir Triebel.
 (décembre 2020).
Frédéric Triebel, né le 20 novembre 1954, est un immunologiste français qui est surtout connu pour sa découverte en 1990 du mécanisme de contrôle immunitaire du LAG3. 
Triebel a travaillé pendant les années 1990 dans le cadre d'une collaboration entre l'Institut Gustave-Roussy et Merck Serono pour établir le mécanisme d'action du LAG-3 dans les cellules T et les cellules dendritiques. En 2001, il fonde Immutep SA, une société de biotechnologie, pour développer le potentiel thérapeutique du LAG3. En 2014, cette société a été acquise par Prima BioMed, où Triebel reste directeur scientifique et médical.

## Biographie
Il a obtenu son doctorat en médecine à l'université de Poitiers en 1981 puis une bourse de quatre ans en hématologie clinique dans les hôpitaux parisiens. En 1983, Frédéric Triebel reçoit la médaille d'or de l'université de médecine de Paris. En parallèle, il a obtenu un doctorat en immunologie à l'université Paris-VI en 1985. Sa thèse de doctorat était dans le domaine de l'immunogénétique, centrée sur les mécanismes qui activent les cellules T spécifiques de l'antigène humain.